# CiviCRM
CiviCRM est une solution Web Open Source de gestion de la relation client. Elle est spécialement conçue pour répondre aux besoins des organismes à but non lucratif, des organisations non gouvernementales et des groupes de pression.

## Description
Lancé en janvier 2004, CiviCRM un logiciel est dédié aux besoins des associations sans but lucratif, pour gérer les informations sur les bénévoles ou donateurs, aussi bien que les contacts employés, clients, ou fournisseurs.
CiviCRM est spécialisé dans la communication entre les individus, l'engagement communautaire, la gestion des contributions et la gestion des adhésions.
Agiliway a lancé la 8e version de CiviMobile, une application mobile basée sur CiviCRM, permettant aux organisations à but non lucratif de gérer leurs contacts, réunions , événements et paiements, avec une nouvelle fonctionnalité de vente de billets via QR code.

## Mise en œuvre
CiviCRM est utilisé par de grandes ONG telles que Amnesty International, Creative Commons, la Free Software Foundation et la Wikimedia Foundation.